# スラフカ・マネヴァ
スラフカ・マネヴァ（マケドニア語: Славка Манева / Slavka Maneva、1934年2月2日 - 2010年1月8日）は、マケドニア共和国のスコピエ出身の作家、詩人。
スコピエ大学の哲学科にて文献研究を行った後、マケドニア語の言語や文学の教授となった。現在は児童書の出版もしており、セルビア語、トルコ語、アルバニア語、ロシア語、ブルガリア語、ポーランド語、アルメニア語、グルジア語、リトアニア語など多くの言語で翻訳されている。1996年には『Ѕвездени перничиња(星の枕)』でヴァンコ・ニコレスキ賞を受賞している。